# Autoroute A42 (Portugal)
Pour les articles homonymes, voir A42.
L'autoroute portugaise A42 relie l'  à l'est d'Alfena, à l' à hauteur de Lousada en passant à proximité de Paços de Ferreira.
Elle permet une continuation autoroutière entre Porto et Felgueiras. Sa longueur est de 20 kilomètres.
Cette autoroute n'est plus libre de péage depuis le 15 octobre 2010 (à la suite de la politique du gouvernement de supprimer les SCUT) et son concessionnaire est Aenor. Le péage est assuré par des portiques automatiques en flux libre (free-flow) et coûte 1€65.

## Historique des tronçons
| Tronçon                            | État (2010)                                               | km   |
| ---------------------------------- | --------------------------------------------------------- | ---- |
| (CREP) - Paços de Ferreira-Est     | En service depuis 2005 (Concession: SCUT do Grande Porto) | 10,1 |
| Paços de Ferreira-Est - Lousada () | En service depuis 2006 (Concession: SCUT do Grande Porto) | 9,6  |

## Trafic
| Section                                         | Trafic (en véhicules par jour) en 2010 |
| ----------------------------------------------- | -------------------------------------- |
| (CREP) - Seroa                                  | 31582                                  |
| Seroa - Paços de Ferreira-Ouest                 | 31187                                  |
| Paços de Ferreira-Ouest - Paços de Ferreira-Est | 26473                                  |
| Paços de Ferreira-Est - Freamunde               | 26232                                  |
| Freamunde - Nevogilde                           | 24632                                  |
| Nevogilde - Lousada ()                          | 17112                                  |

## Capacité
| Section          | Capacité | Longueur |
| ---------------- | -------- | -------- |
| Alfena - Lousada |          | 20 km    |

## Itinéraire

Carte de l'A42

| Sorties                                 | Villes                          |
| --------------------------------------- | ------------------------------- |
| 01                                      | Porto (CREP) Valongo (CREP)     |
| Portique de péage de Seroa - € 0,55     |                                 |
| 02                                      | Seroa Lordelo                   |
| Aire de service de Paredes (km 5)       |                                 |
| 03                                      | Paços de Ferreira-Ouest         |
| 04                                      | Paços de Ferreira-Est           |
| Portique de péage de Nevogilde - € 0,50 |                                 |
| 05                                      | Freamunde                       |
| 06                                      | Nevogilde                       |
| Portique de péage de Lousada - € 0,60   |                                 |
| 07                                      | Lousada                         |
| Péage de Lousada                        |                                 |
| 08                                      | Felgueiras - Guimarães Amarante |

## Galerie d'images

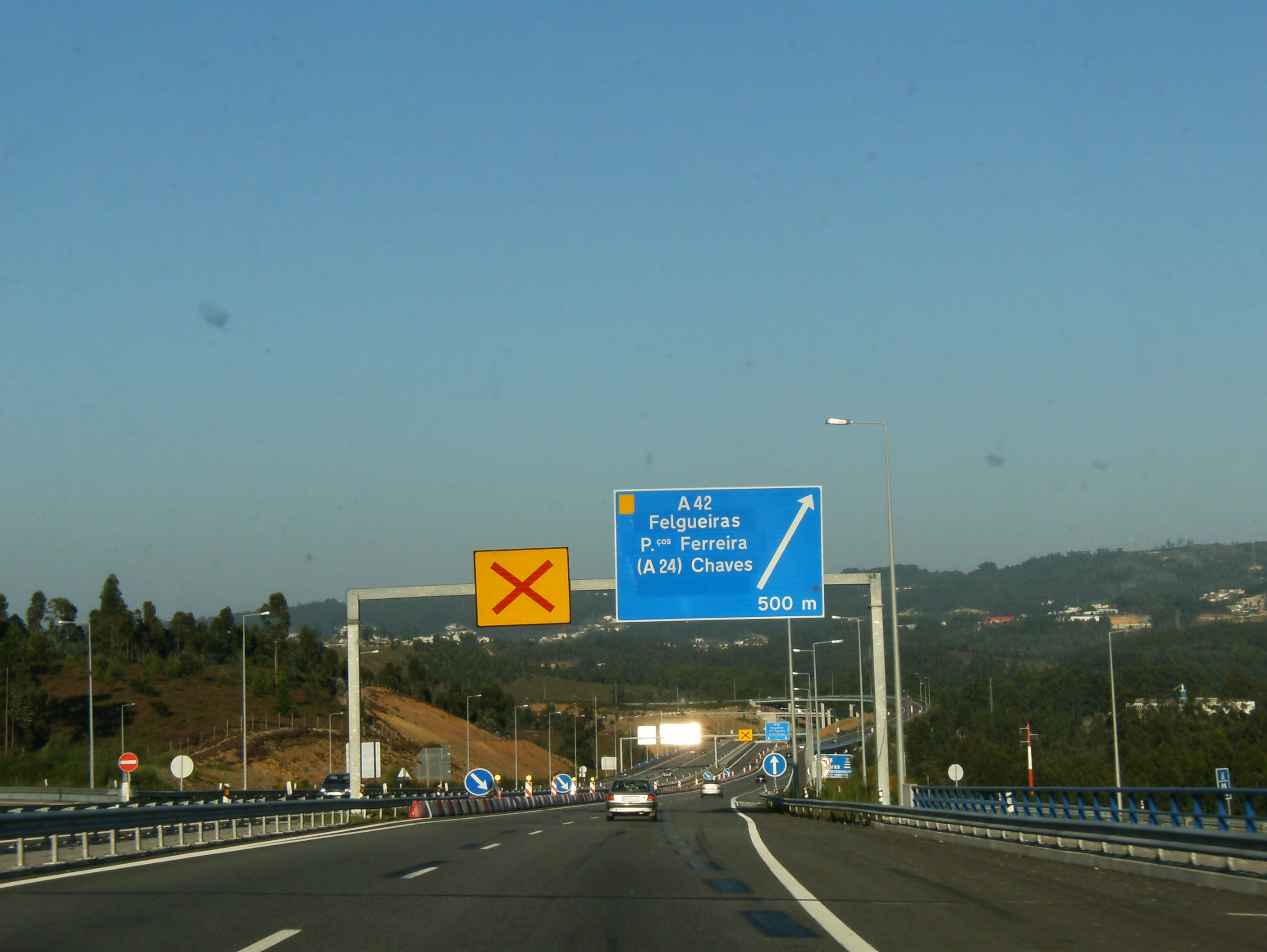
L'A42 - échangeur encore en travaux en 2010 entre l'  et l'A42
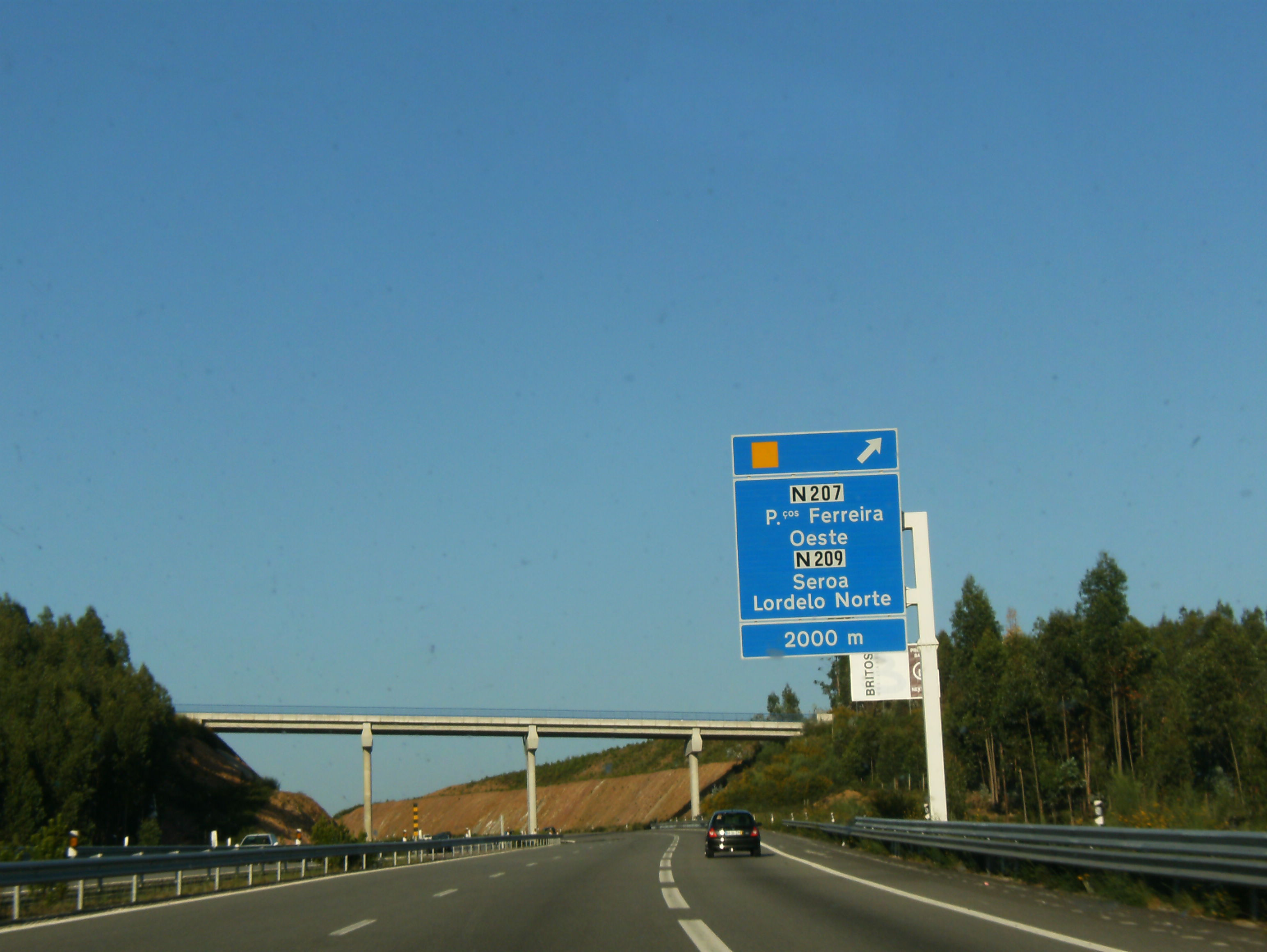
L'A42 - Montée de la Serra da Agrela en direction de Seroa
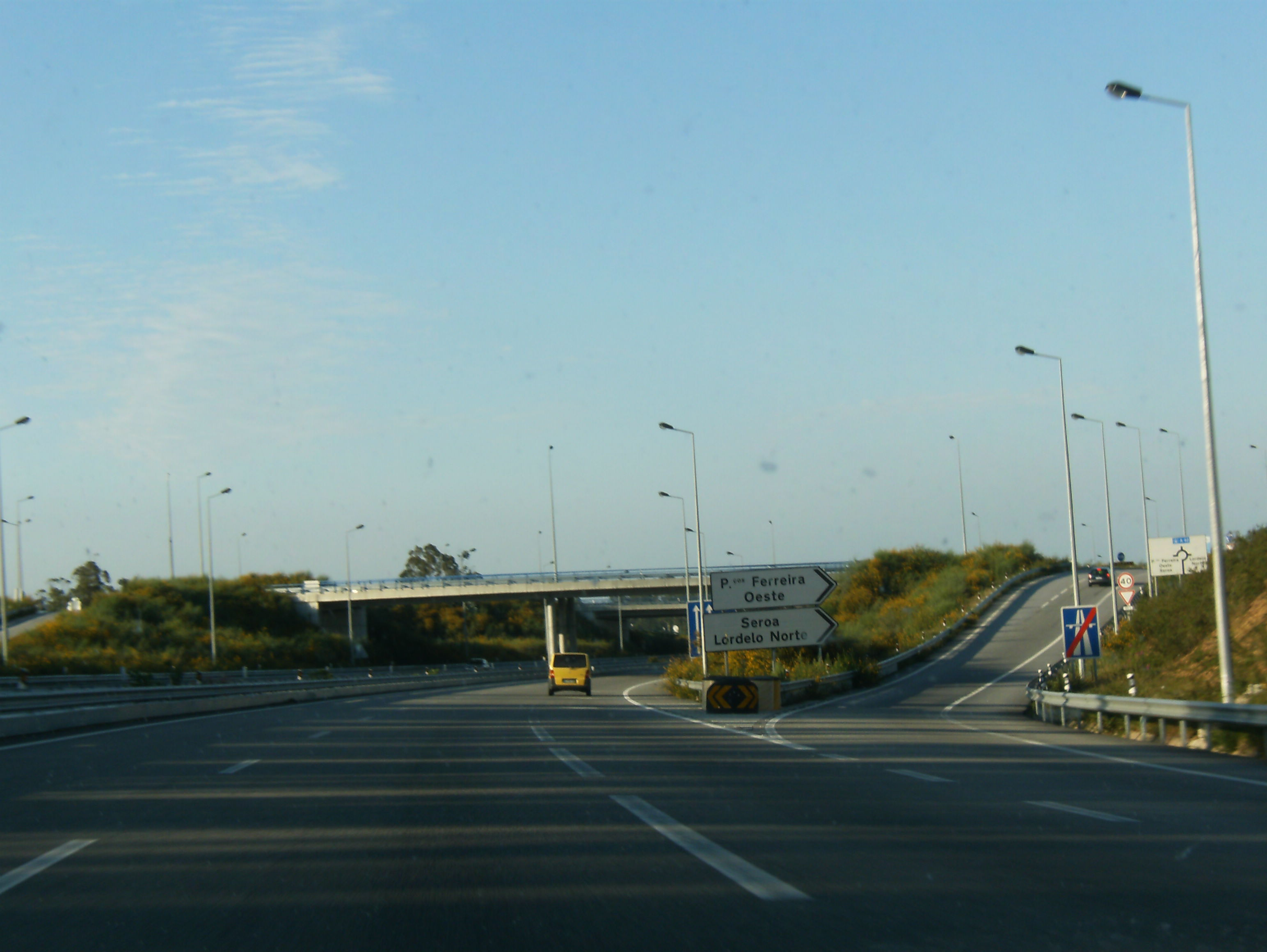
L'A42 - échangeur de Seroa
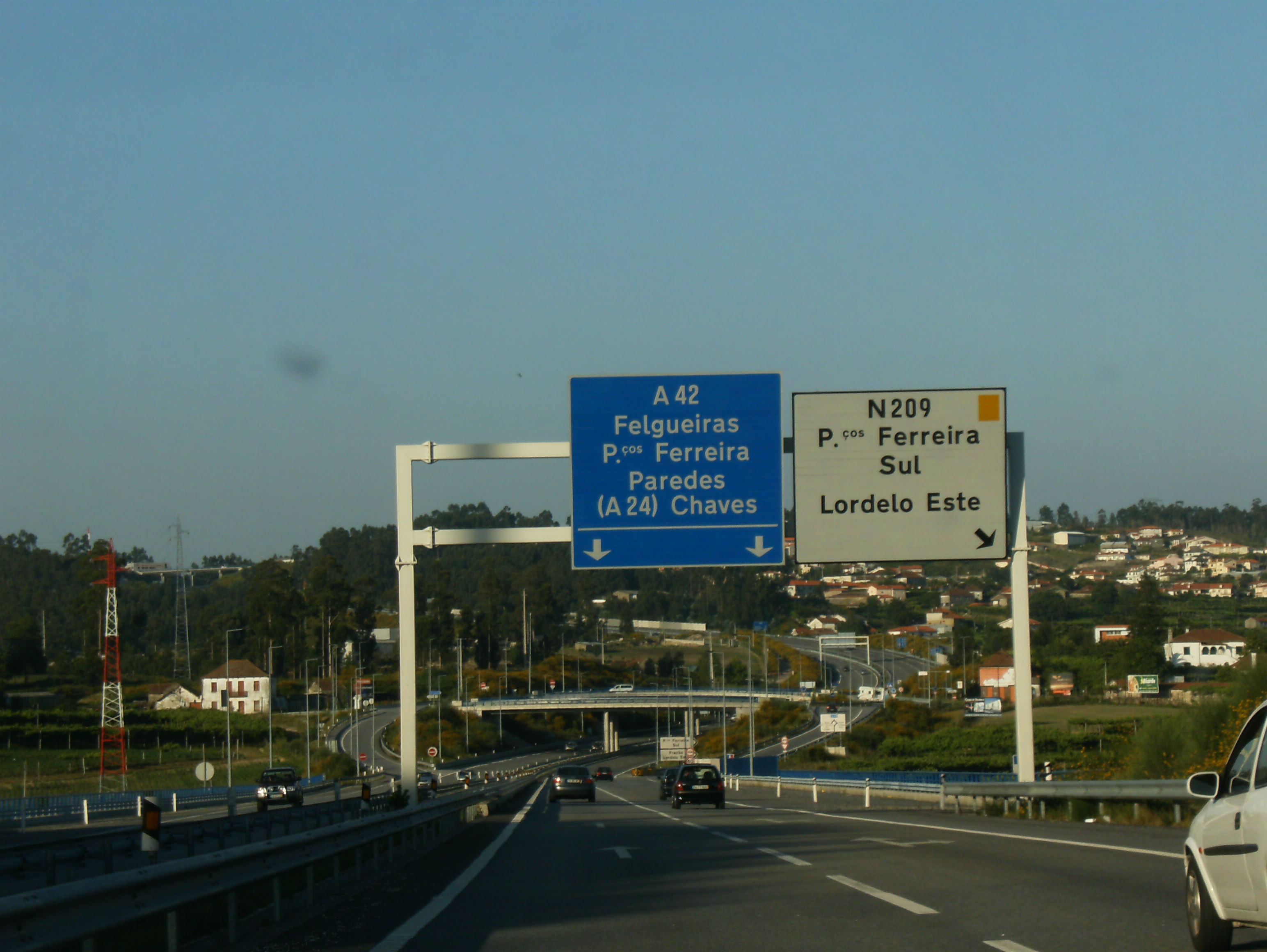
L'A42 - échangeur de Frazão